# Feliciano Álvarez Buenaposada
Feliciano Álvarez Buenaposada (Villavieja del Cerro, 1948-Valladolid, 16 de octubre de 2012) fue un escultor español. Hijo del herrero del pueblo, comenzó a edad muy temprana a ayudar a su padre en la fragua. Desde joven mostró ya su talento artístico, marchando primero a Tordesillas donde en 1964 expone su primera obra Once Esculturas. Diez Murales. Tordesillas y posteriormente llega a Valladolid; en esta ciudad instaló su taller definitivo en el Barrio de España.  Allí creó las obras que actualmente se encuentran repartidas por diversos pueblos y ciudades del territorio español.

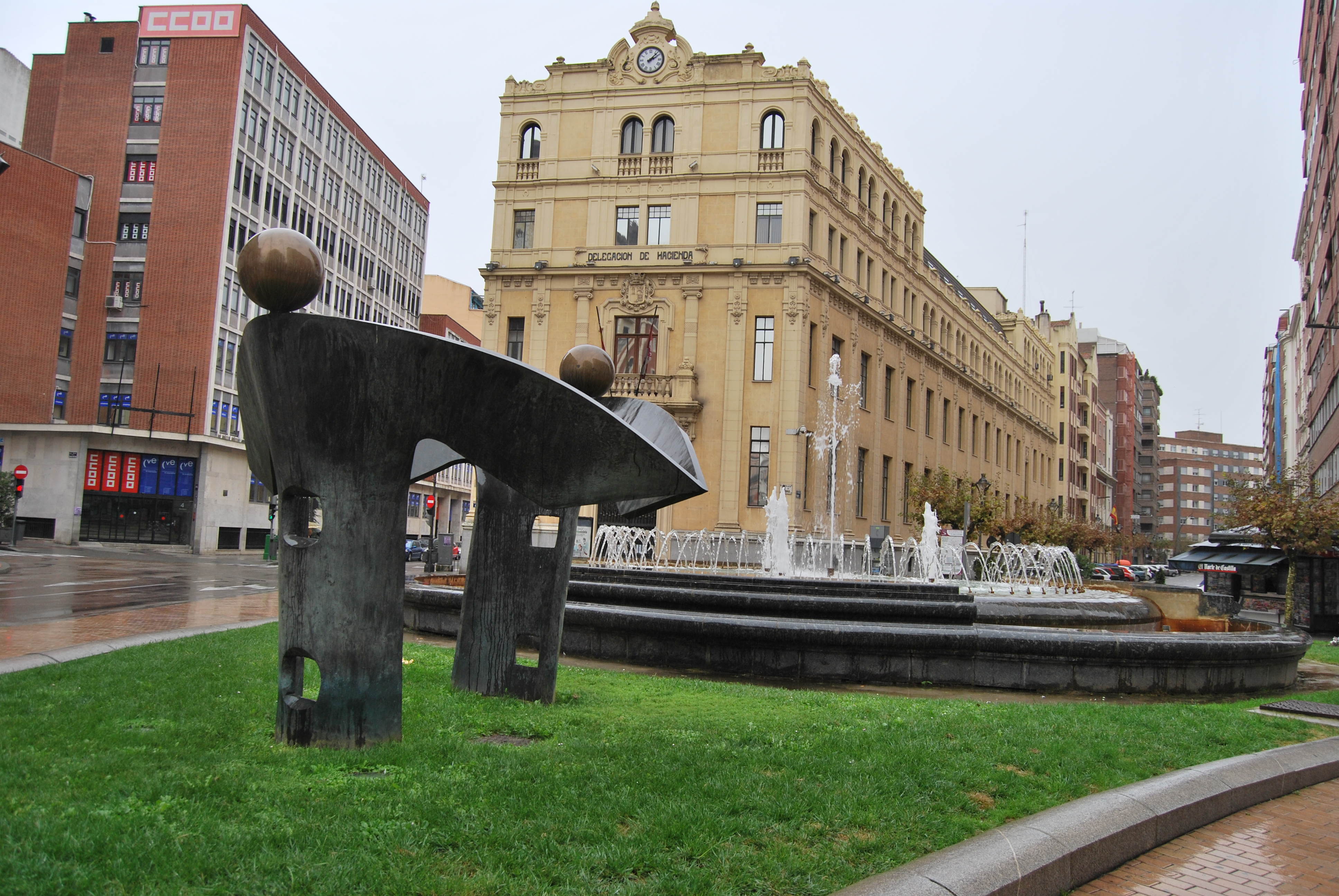
El encuentro, escultura de Feliciano Álvarez Buenaposada en la Plaza de Madrid de Valladolid.